# WerkTalent Stadion
Het WerkTalent Stadion, ADO Den Haag Stadion, is een stadion in de wijk Forepark in Den Haag. Het is het thuisstadion van voetbalclub ADO Den Haag en kostte 27 miljoen euro.
Het stadion biedt plaats aan 15.000 toeschouwers en is in het seizoen 2007/08 officieel in gebruik genomen door ADO Den Haag. Daarvoor speelde ADO in het inmiddels afgebroken Zuiderparkstadion. Het stadion is formeel eigendom van de gemeente Den Haag.

## Bouw en opening

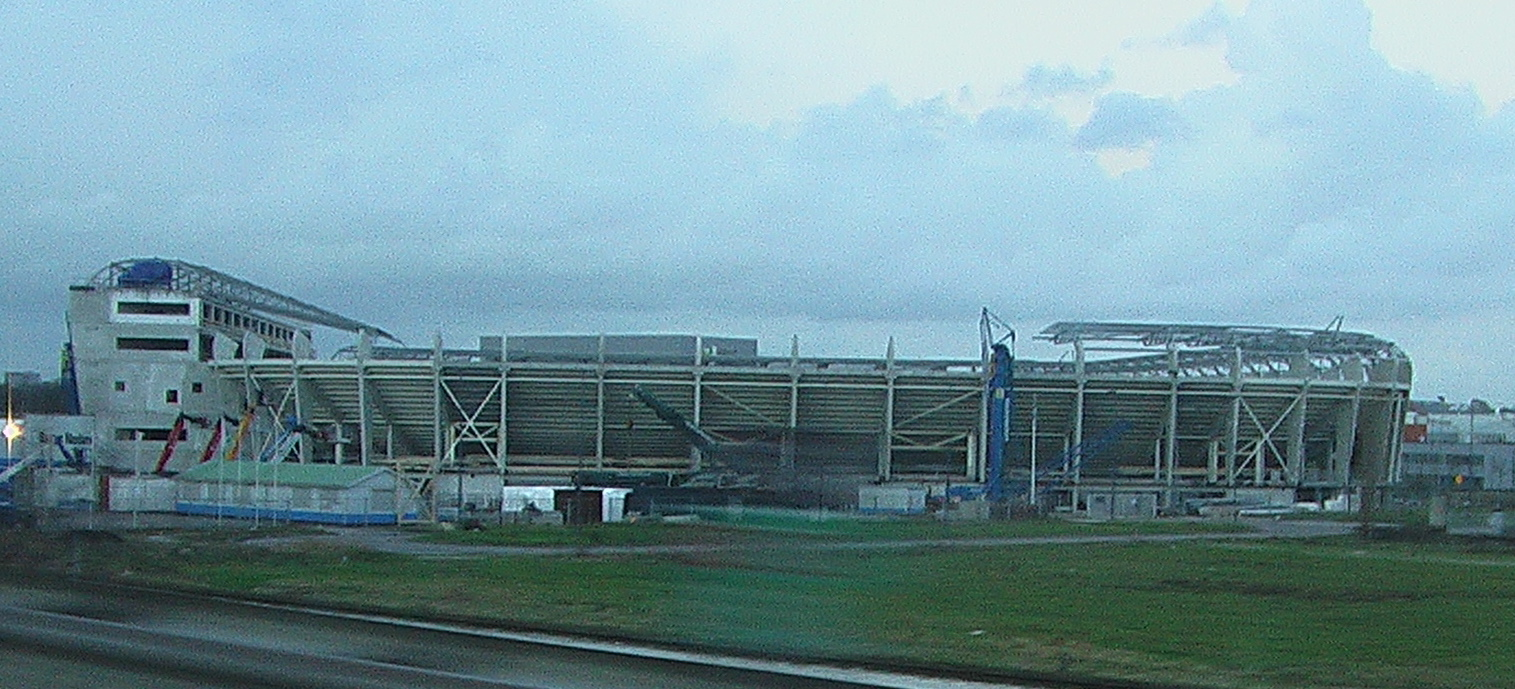
Het stadion in aanbouw, december 2006.

De symbolische eerste paal werd op 23 november 2005 geslagen. Toenmalig burgemeester Wim Deetman, sportwethouder Wilbert Stolte, Robert Langenbach (toen algemeen directeur NV ADO Den Haag), John van Ringelenstein (toen voorzitter HFC ADO Den Haag), Remmert Honig (directeur Ballast Nedam Bouw west), trainers Frans Adelaar en Lex Schoenmaker en aanvoerder Tommie van der Leegte volbrachten deze handeling.
Het stadion werd op 28 juli 2007 officieel geopend door Deetman, wethouder van Sportzaken Sander Dekker, RvC-voorzitter Ruurd de Boer en algemeen directeur Piet van der Pol. Als openingswedstrijd speelde ADO Den Haag een wedstrijd tegen een selectie van Haaglandse amateurs. ADO won met 5–0.

## Het stadion
Het stadion is zowel aan de buitenkant als aan de binnenkant van glanzend aluminium gemaakt. Buiten is een parkeerplaats voor 700 auto's. In de huidige vorm biedt het stadion ruimte aan 15.000 toeschouwers. Er is echter rekening gehouden met een uitbreiding naar 30.000 plaatsen, hetgeen realiseerbaar is door een vrij eenvoudige verbouwing. Rondom het veld is een overdekte ruimte die de Passage wordt genoemd. Hier kunnen 12.000 toeschouwers de pauze doorbrengen. In de Passage is een wand aangebracht waarop 100 jaar ADO-geschiedenis is te lezen. De overige 3.000 bezoekers worden in de VIP-ruimtes ontvangen. De ruimtes voor de spelers (kleedkamers, medische ruimte, dopingcontrole etc.) zijn eenvoudig wit betegeld met gele en groene accenten, de clubkleuren.

## De veiligheid

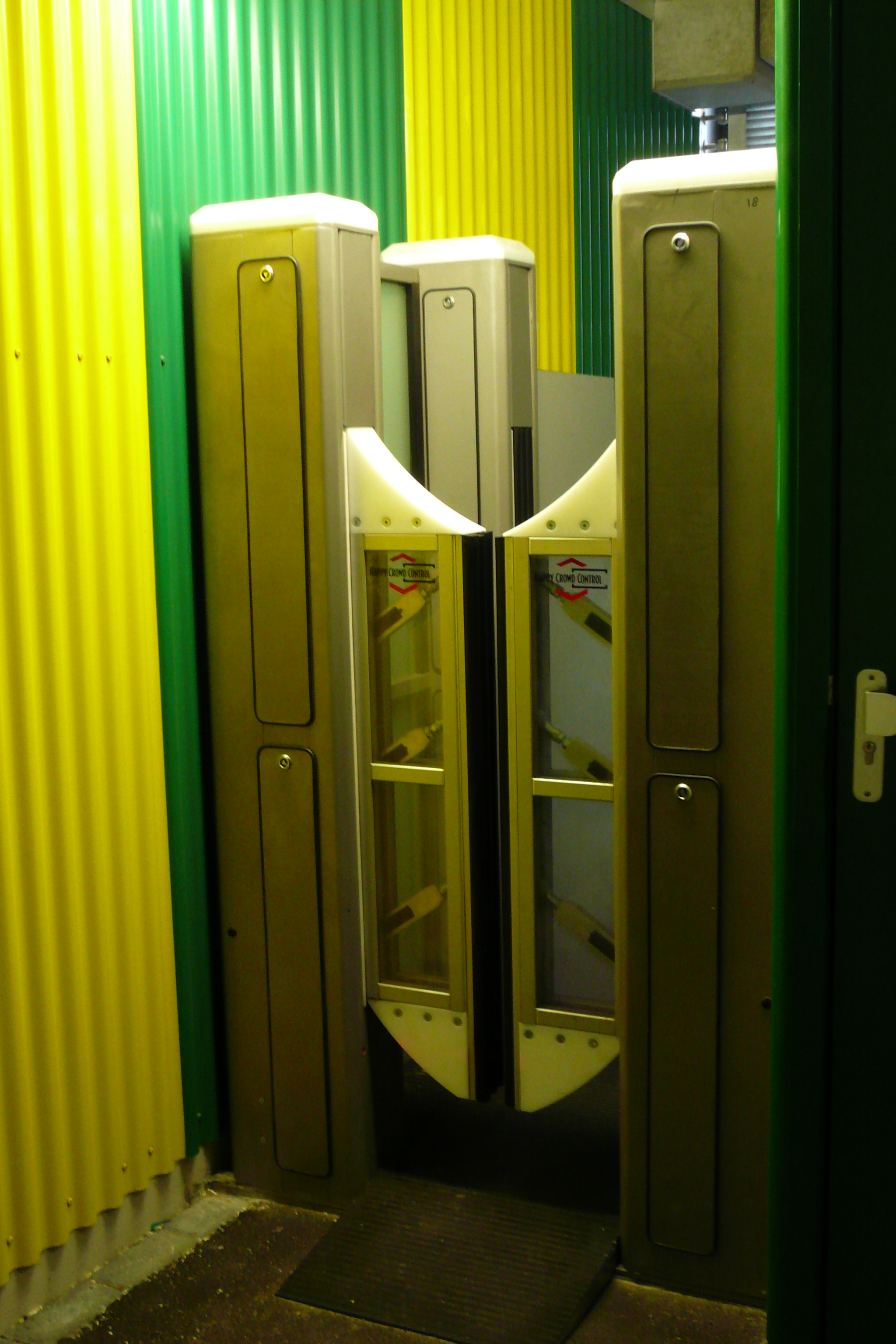
Beveiliging: Happy Crowd Control

Burgemeester Wim Deetman stelde als eis aan de architect dat er geen hekken zouden komen tussen de toeschouwers en de spelers. De beveiliging werd dus anders aangepakt. Het speelveld is verhoogd aangelegd, en de tribunes zijn daaraan aangepast. Het veld is alleen via een speciale gang bereikbaar. Bovendien is er onder de tribunes een overdekte ruimte ontstaan waarheen het publiek zich tijdens de pauze kan begeven. Oorspronkelijk waren er meer dan honderd camera's opgesteld en bij de entree van het gebouw stonden Happy Crowd Control-hekken. De camera's maakten van alle binnenkomende bezoekers een opname van het gezicht maar na een wijziging van de AVG was dit niet meer toegestaan. Verder werken bij ADO Den Haag honderden stewards die ADO Den Haag zelf opgeleid heeft of een opleiding tot beveiliger volgden bij ROC Mondriaan of ID College.

## Aad Mansveld-stadion

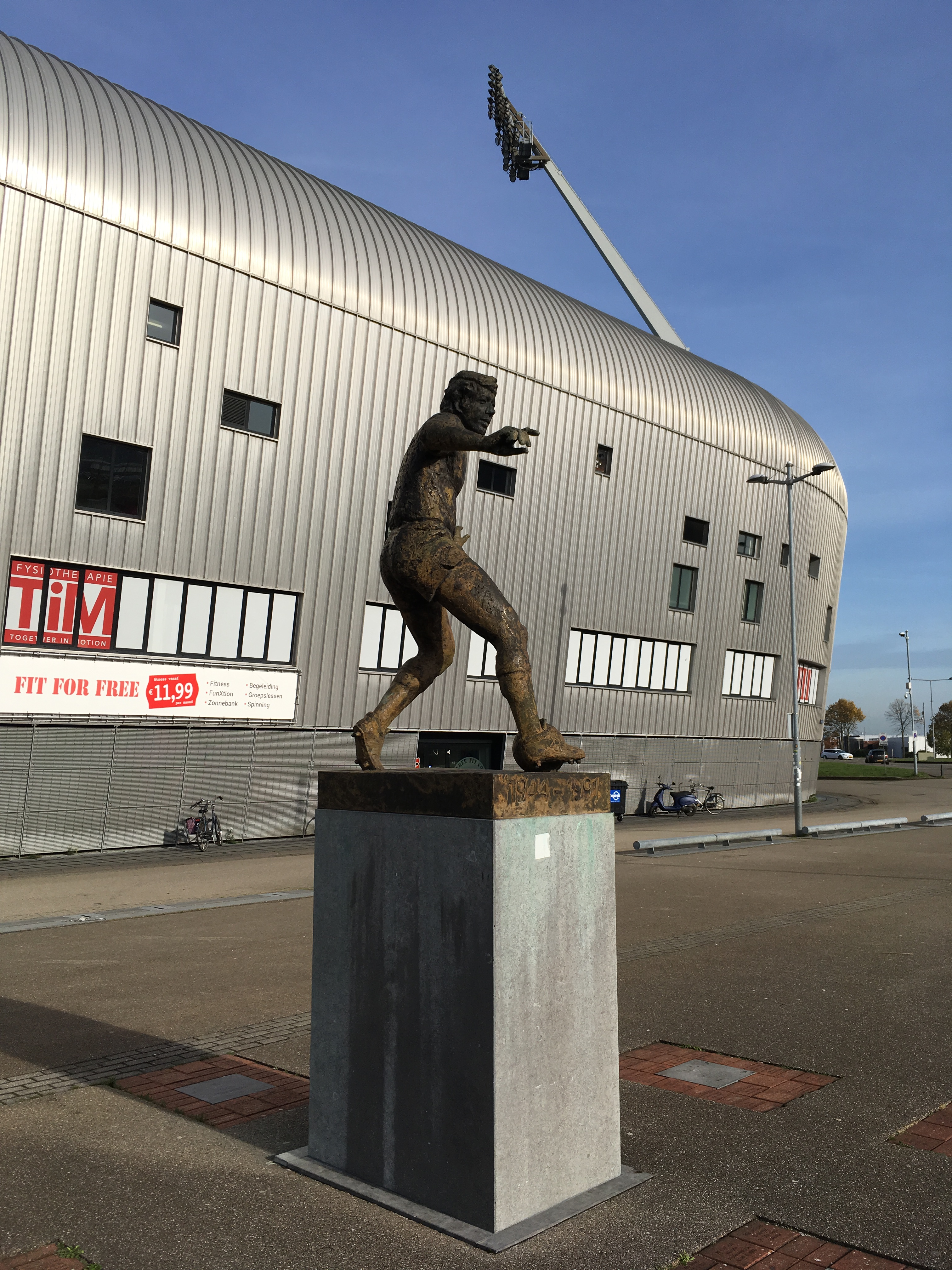
Standbeeld voetballer Aad Mansveld, naast het stadion

In navolging van clubs als NAC Breda en sc Heerenveen besloten de supporters van ADO Den Haag om het stadion in de volksmond naar hun lokale held Aad Mansveld te vernoemen. Ook werd er een stichting Goed Nieuws voor het Aad Mansveld-stadion opgericht, die bij particulieren en bedrijven geld inzamelde om de naam van Aad Mansveld op het stadion te krijgen, door als sponsor van het stadion te fungeren.
De club wees het verzoek om het onderkomen daadwerkelijk naar Aad Mansveld te vernoemen echter van de hand. Voorzitter van de Raad van Commissarissen Ruurd de Boer meldde dat het stadion de naam van een sponsor zou krijgen. "Een onderzoek van het Duitse communicatie- en researchbureau Sport + Markt AG, dat ook werkt voor clubs als Barcelona, Inter Milan en Bayern München, heeft uitgewezen dat een commerciële naam van het nieuwe stadion tussen de 500.000 en anderhalf miljoen euro zal opleveren," aldus De Boer. De naam werd vervolgens officieel veranderd in "Kyocera Stadion".

## Kunstgras 2013-2020
In 2013 werd besloten dat het stadion na het Wereldkampioenschap Hockey 2014 kunstgras zou krijgen, zoals eerder ook Heracles Almelo, PEC Zwolle, Excelsior en SC Cambuur deden. De slechte staat van het grasveld zorgde er echter voor dat de kunstgrasmat al gedurende het seizoen werd aangelegd. De eerste wedstrijd van ADO op het kunstgrasveld was tegen FC Twente (3-2) op 26 oktober 2013.
In de daarop volgende jaren ontstond steeds meer kritiek van spelers en clubs op de kunstgrasvelden in het betaalde voetbal. In 2018 werd afgesproken dat eredivisieclubs die weer zouden overstappen op natuurgras daarvoor een vergoeding zouden krijgen. ADO en de gemeente Den Haag maakten gebruik van deze mogelijkheid en lieten na afloop van het seizoen 2019-2020 weer een natuurgrasmat aanleggen. De nieuwe grasmat bestaat nog voor twee procent uit kunstgrasvezels om de duurzaamheid te kunnen vergroten. Wel moesten de trainingen voortaan plaatsvinden in het sportpark prinses Irene te Rijswijk, en zullen die in het seizoen 2024-25 terugkeren naar het Zuiderparkstadion in Den Haag.

## WK Hockey 2014
Het stadion was in 2014 de thuisbasis voor het wereldkampioenschap hockey voor mannen en vrouwen. Dit stadion was voor het voetbal al voorzien van een kunstgrasmat, voor de gelegenheid werd er een hockey kunstgrasmat aangelegd en werden de doelen en lijnen vervangen.

## Trivia
- Het stadion ligt aan het Haags Kwartier 55. Deze straat is vernoemd naar het Haags Kwartiertje, de laatste 15 minuten van de wedstrijd, waarin de supporters het team naar een overwinning proberen te helpen.
- In juni 2009 gaf de Haagse band Kane het eerste muziekoptreden in het stadion. Het concert trok 12.000 bezoekers. In het voorprogramma stond de band Stereo.[4]
- In maart 2011 vonden in het stadion oefenwedstrijden tussen Zuid-Amerikaanse landen plaats. Colombia stond tegenover Chili en Ecuador speelde tegen Peru. Pieter Vink was scheidsrechter van het eerste duel.
- In augustus 2019 speelde AZ twee duels in het stadion van ADO Den Haag. Dit vanwege de gedeeltelijke instorting van het dak van het AFAS Stadion. Ook vanaf 14 september 2019 t/m 1 december 2019 speelde AZ de 'thuiswedstrijden' in dit stadion, inclusief de thuiswedstrijden in de groepsfase van de Europa League. Alleen de Play-off wedstrijd voor dit toernooi tegen Royal Antwerp FC werd hier niet gespeeld omdat Royal Antwerp FC de rivaal was van Club Brugge, de zusterclub van ADO Den Haag. Hierdoor werd gevreesd voor supportersrellen. AZ week daarom voor deze wedstrijd uit naar de Grolsch Veste in Enschede.[5]
- Tijdens storm Eunice op 18 februari 2022 waaide een deel van het dak van het stadion. Na provisorische reparaties werd het seizoen uitgespeeld zonder overdekking op de getroffen tribunes.[6]